# 베틀레 쇼스타 크리스티안센
베틀레 쇼스타 크리스티안센(노르웨이어: Vetle Sjåstad Christiansen, 1992년 5월 12일~)은 노르웨이의 바이애슬론 선수이다. 2022년 동계 올림픽에서 남자 계주 금메달과 남자 집단출발 동메달을 획득하였으며 세계 선수권 대회에서 금메달 3개, 은메달 3개, 동메달 2개를 획득했다. 또한 바이애슬론 월드컵에서 개인종합 3위 1회를 달성하였다.

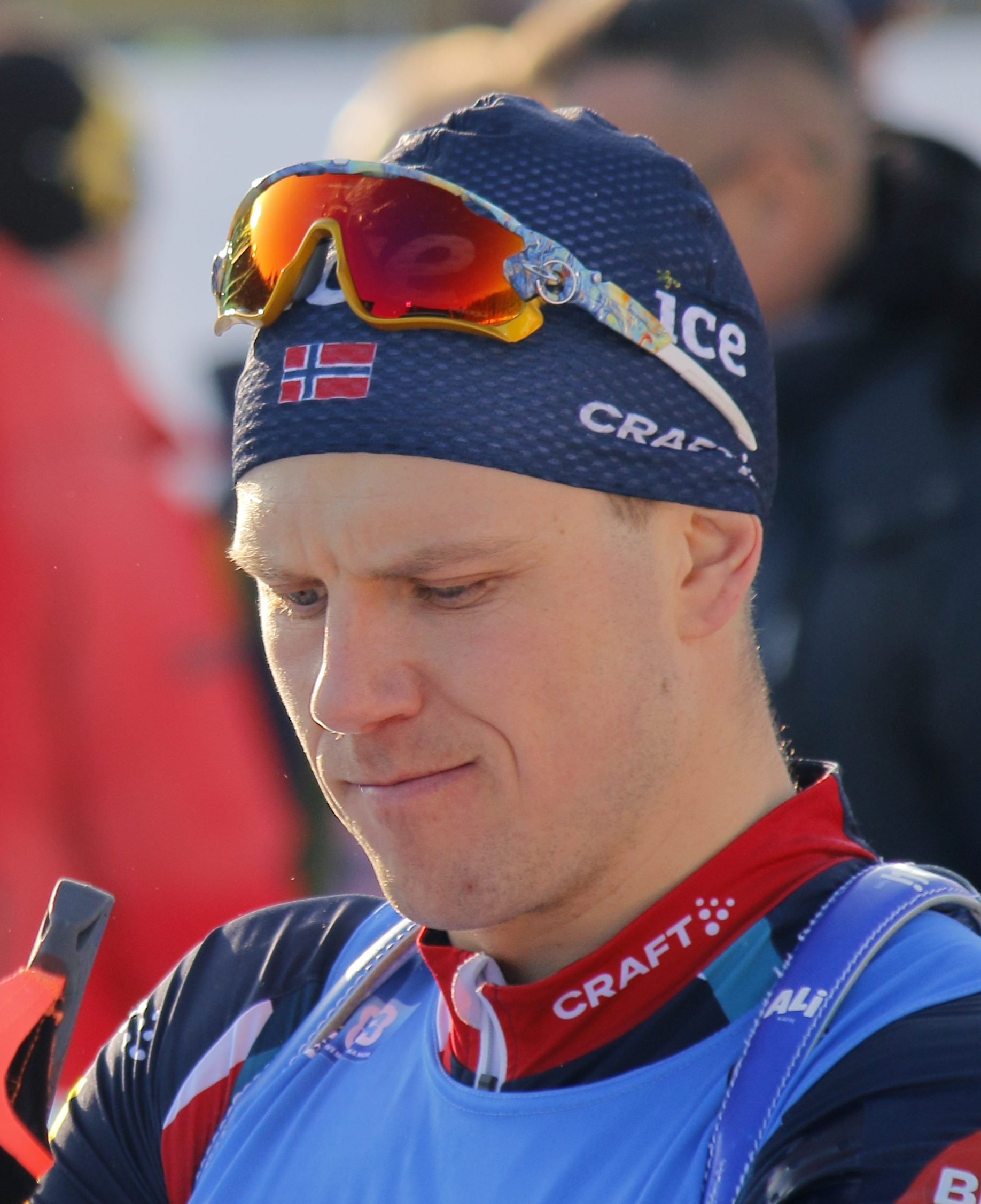
2023년 세계 선수권 대회 당시의 쇼스타 크리스티안센

## 개인사
여동생인 티릴 쇼스타 크리스티안센은 노르웨이 국가대표 프리스타일 스키 선수이다.